# Estadio Ofelia Rosenzuaig
El Estadio Ofelia Rosenzuaig es un estadio de fútbol que está ubicado en la ciudad de Carlos Casares, Argentina. Fue inaugurado en 2012 y pertenece al Club Agropecuario Argentino, participante de la Primera Nacional, segunda categoría del fútbol argentino.

## Historia

### Inicios
El estadio Ofelia Rosenzuaig se inauguró en 2012, en el debut de Agropecuario en el Torneo del Interior, lo que fue la primera participación del club de Carlos Casares en una competencia de AFA. Una goleada por 4 a 1 sobre Argentino de Trenque Lauquen dio el puntapié inicial en el estadio.
Si bien Agropecuario no consiguió ascender en el torneo, tras una reestructuración del Torneo Argentino B, el Sojero fue invitado a participar de la edición 2012-13. Esto provocó que Agropecuario debutara, también, en la Copa Argentina. En los partidos disputados como local en la Copa, Agropecuario ganó todos (4-1 sobre Mercedes y 5-4 por penales a El Linqueño, después de empatar 2-2 en los 90 minutos).

### Ascensos
En 2016, Agropecuario consigue el segundo ascenso en su historia, tras vencer como local a San Martín de Formosa, al Torneo Federal A. En el debut en la tercera categoría del fútbol argentino, Agropecuario salió campeón y ascendió a la Primera B Nacional. Con la llegada a la nueva categoría, el presidente del club, Bernardo Grobocopatel, declaró que el estadio comenzaría a llamarse Ofelia Rosenzuaig en honor a su abuela.

### Futura remodelación
En 2017, Bernardo Grobocopatel planteó la idea de remodelar el estadio para llegar a un futuro con 15.000 espectadores.